# Juan Canano
Juan Canano (en griego: Ἰωάννης Κανανός) fue un historiador bizantino que vivió durante la primera mitad del siglo XV. Escribió un relato del fallido asedio de Constantinopla por los otomanos durante el mandato del sultán Murad II en 1422. Canano atribuye la supervivencia de la capital bizantina a la intervención milagrosa de la Virgen. El relato es diferente a la historia contemporánea de Juan Anagnostes, quien describió el saqueo que realizó Murad en Tesalónica en 1430, principalmente por las frecuentes polémicas religiosas en que caía Canano y por su costumbre de escribir en griego vernáculo, a diferencia del aticismo de Anagnostes y Critóbulo. Su uso del griego, mientras «[que es] artificial en extremo», pretende ser una «imitación de los clásicos»; un ideal que había sido «el principio rector de todos los escritores que pretendían un buen estilo no sólo durante el Imperio Romano, sino hasta el final de la época bizantina».
Juan es identificado a veces con Láscaris Cananno, quien viajó a Escandinavia e Islandia alrededor 1439: «Láscaris Canano (aprox. 1438–1439) prestó atención a la acuñación en Estocolmo y Bergen; a la subordinación de Suecia y Noruega hacia el rey de Dinamarca; a la residencia del rey de Dinamarca en "Kupanava", Copenhague; a la supervisión por el arzobispo y gran Maestre de la orden de las ciudades de Riga y Revel en Livonia, etc. En la descripción de su viaje a Islandia. Láscaris Canano identificó esta isla con la antes mencionada Thule, cuyos habitantes llamó "ictiofágos", es decir, comedores de pescado. Este viajero bizantino visitó —penetrando en el Golfo de Venedicos, es decir, el mar Báltico— Noruega, Suecia, Prusia, Livonia, Pommern, Schleswig, Dinamarca y Gran Bretaña, después de lo cual hizo un viaje a Islandia».